# Pecki
Pecki je selo u Hrvatskoj. Nalazi se u Banovini, u Sisačko-moslavačkoj županiji.

## Povijest
Zagrebačka crkva i biskupi bili su uz knezove Zrinske i knezove Blagajske najveći feudalni posjednici na području između Une, Save i Kupe. Zbog obrane posjeda na tom su području, uglavnom na sjevernim padinama Zrinske gore, izgrađene utvrde zagrebačke biskupije: Vinodol, Veliki Gradac, Mali Gradac, Hrastovica (s dvije utvrde) i Gora.
Uz te utvrde zagrebački Kaptol je, približavanjem turske opasnosti, izgradio još nekoliko manjih utvrda na strateški osjetljivim položajima: Čuntić, Klimna gora (Klinac grad), Križ, Sokol te u Peckima Pecki grad.
Za vrijeme velikosrpske agresije na Hrvatsku i četničke pobune Pecki su bili mjestom velikog pokolja. 16. kolovoza 1991. kojeg su počinili su ga velikosrpski teroristi nad mjesnim Hrvatima.

## Stanovništvo
| broj stanovnika | 409   | 350   | 310   | 414   | 475   | 523   | 471   | 484   | 386   | 378   | 381   | 358   | 298   | 274   | 121   | 84    | 50    |
|                 | 1857. | 1869. | 1880. | 1890. | 1900. | 1910. | 1921. | 1931. | 1948. | 1953. | 1961. | 1971. | 1981. | 1991. | 2001. | 2011. | 2021. |

## Vanjske poveznice
- Pecki na fallingrain.com